# Ральф Гартлі
Ральф Вінтон Лайон Гартлі (англ. Ralph Vinton Lyon Hartley; (30 листопада 1888 , Sprucemontd, Невада  — 1 травня 1970 , Самміт, Нью-Джерсі )) — американський вчений, дослідник в галузі електроніки. Член Американської асоціації сприяння розвитку науки. Ввів поняття «інформації» як випадкової змінної та був першим, хто спробував визначити «міру інформації». Зробив вагомий внесок у теорію інформації. Розробив лампову схему, відому як Генератор Гартлі, перетворення Гартлі, схему нейтралізації для усунення паразитного самозбудження тріода, що виникає в результаті внутрішнього сполучення. Гартлі належать більше ніж 70 патентів. Його ім'ям названо логарифмічна одиниця вимірювання інформації — «гартлі».  

## Життєпис
Ральф Гартлі народився 30 листопада 1888 року в Елко, штат Невада. У 1909 році Гартлі отримав ступінь бакалавра гуманітарних наук в університеті штату Юта. 
У 1910 році Гартлі пререїхав до Великої Британії для навчання, де отримав стипендію Родса у Сент-Джонс коледжі Оксфордського універтету, і в 1912 році отримав там ступінь бакалавра мистецтв, а у 1913 році — бакалавр наук. 
21 березня 1916 року Ральф Гартлі одружився з Флоренс Вейл. Подружжя було бездітне.

## Наукова діяльність
Після повернення з Великої Британії у США, Гартлі приєднався до Науково-дослідної лабораторії «Western Electric». У 1915 році був відповідальним за розробку радіопередавача для трансатлантичного радіотелефонного тесту системи Белл. У роки Першої світової війни Гартлі розробив принципи, які були покладені в основу звуковий пеленгації. Після війни він повернувся в «Western Electric», а потім перейшов до компанії «Bell Labs». На підставі аналізу перехідних процесів у телеграфній системі, Ральф Гартлі у 1928 році, прийшов до наступного якісного висновку: «... максимальна швидкість передачі інформації, можлива в системі, частотний діапазон якої обмежений деякою областю, пропорційній ширині цієї смуги частот. Звідси випливає, що загальна кількість інформації, яка може бути передана за допомогою такої системи, пропорційна потужності переданої смуги частот на час, протягом якого система використовується для передачі»

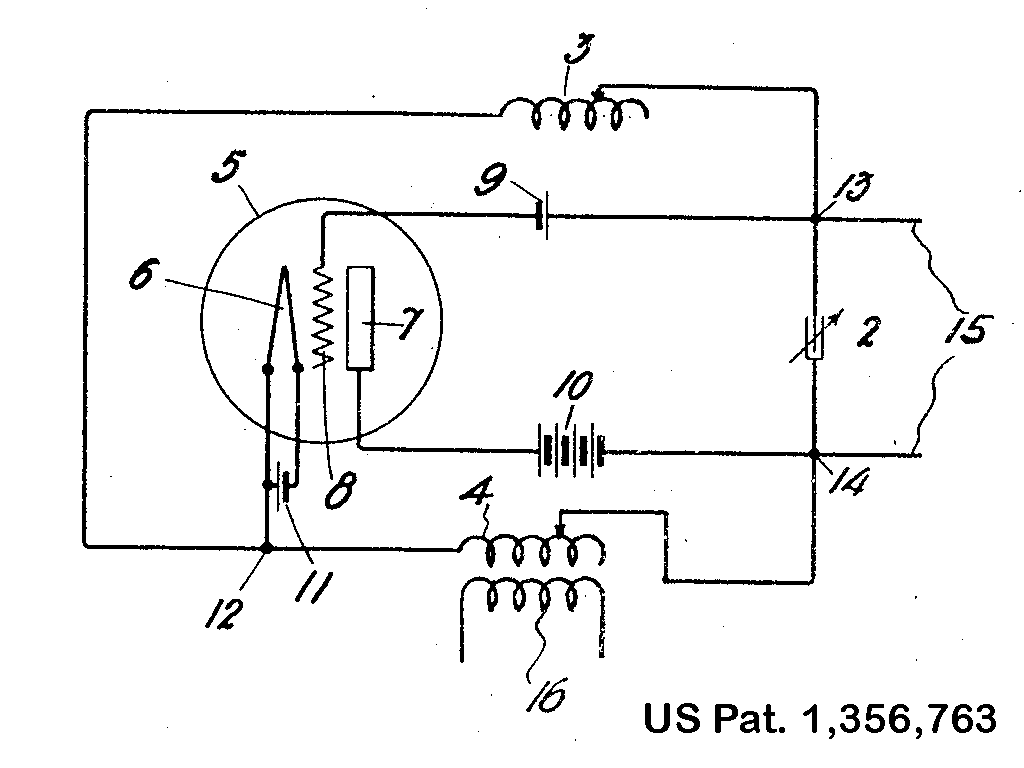
Генератор Гартлі, оригінальний рисунок з патенту

У 1928 році Ральф Гартлі опублікував у часописі «Bell system» статтю «Transmission of Information» («Передача інформації»), де ввів поняття логарифмічна міра інформації {\displaystyle H=K\log _{2}(M)}, яка називається гартлієвською кількістю інформації або просто мірою Гартлі. 
У 1929 році він серйозно захворів і зміг повернутися в «Bell Labs» тільки через 10 років — як консультант.
У роки Другої світової війни Гартлі працював у «Bell Labs». У 1942 році він ввів в прикладну математику так зване «перетворення Гартлі»: різниця між реальною і уявною частинами перетворення Фур'є. Десяткові одиниці кількості інформації іноді називають «Гартія»[джерело?]
У 1950 році Ральф Гартлі пішов на пенсію та став займатися хвильовою механікою і теорією гравітації. 
Ральф Гартлі помер 1 травня 1970 року у штаті Нью-Джерсі.

## Нагороди та премії
- Медаль пошани IEEE (1946);
- Стипендія Родса.

## Вибрані публікації
1. Hartley, R.V.L., «Transmission of Information», Bell System Technical Journal, July 1928, pp. 535–563.
2. Hartley, R.V.L., «A Wave Mechanism of Quantum Phenomena», Physical Review, Volume 33, Page 289, 1929 (abstract only)
3. Hartley, R.V.L., «Oscillations in Systems with Non-Linear Reactance», The Bell System Technical Journal, Volume 15, Number 3, July 1936, pp 424 – 440
4. Hartley, R.V.L., «A More Symmetrical Fourier Analysis Applied to Transmission Problems», Proceedings of the IRE[en] 30, pp. 144–150 (1942).
5. Hartley, R.V.L., «A New System of Logarithmic Units», Proceedings of the IRE[en], January 1955, Vol. 43, No. 1.
6. Hartley, R.V.L., «Information Theory of The Fourier Analysis and Wave Mechanics», August 10, 1955, publication information unknown.
7. Hartley, R.V.L., «The Mechanism of Gravitation», January 11, 1956, publication information unknown.
8. Hartley, R.V.L., «The Function of Phase Difference in the Binaural Location of Pure Tones», Physical Review, Volume 13, Issue 6, pp 373–385, (June 1919).
9. Hartley, R.V.L., Fry T.C.,«The Binaural Location of Pure Tones», Physical Review, Volume 18, Issue 6, pp 431 – 442, (December 1921).
10. Hartley, R.V.L., «Relations of Carrier and Side-Bands in Radio Transmission», Proceedings of the IRE, Volume 11, Issue 1, pp 34 – 56, (February 1923).
11. Hartley, R.V.L., «Oscillations in Systems with Non-Linear Reactance», The Bell System Technical Journal, Volume 15, Number 3, pp 424 – 440, (July 1936).
12. Hartley, R.V.L., «The Mechanism of Electricity and Magnetism», June 14, 1956, unpublished manuscript, copies available from the Niels Bohr Library & Archives, American Institute of Physics, College Park MD
13. Hartley, R.V.L., «Rotational Waves in a Turbulent Liquid», Journal of the Acoustical Society of America, Volume 29, Issue 2, pp 195 – 196, (1957)
14. Hartley, R.V.L., «A Mechanistic Theory of Extra-Atomic Physics», Philosophy of Science, Volume 26, Number 4, pp 295 – 309, (October 1959)